# Кірцхі
Кірцхі (груз. კირცხი) — село в Грузії.
За даними перепису населення 2014 року в селі проживає 981 особа.